# Малко Крушево
Вижте пояснителната страница за други населени места с името Крушево.
Малко Крушево е село в Южна България. То се намира в община Баните, област Смолян.

## География
Село Малко Крушево се намира в планински район.

## Културни и природни забележителности
Всяка година в местността ``Guzle cayir`` на селото се събират изселниците от селото. Това се случва от една от последните недели на август, колят се курбани, четат се молитви, организират се спортни забави и роднински срещи които не са се виждали от много време. Също така в селото има и джамия която e в полуразрушен вид, но в най-скоро време се очаква да се съберат дарения и да се ремонтира. От южната страна на селото минава Давидковската река в която се намира прекрасен водопад, а от източната страна се намира още една малка рекичка която се нарича Малка арда. До 1980 г.жителите на селото са се изселили поради натиска на комунистическия режим и заради трудното географско положение на селото, което е изолирано в далечна точка. Но преди селото е било мирно и весело хората са живеели задружно и по братски и заради това, за да си спомнят за доброто старо време и затова се организира този събор

## Други
От 2011 година селото остава без хора.